# Tuboly Viktor
Tubolyszeghi Tuboly Viktor (Zalaegerszeg, 1833. december 6.–Nagykanizsa, 1902. december 7.), ügyvéd, költő, író, Zala vármegye másodaljegyzője, alszolgabíró, földbirtokos.

A tubolyszegi Tuboly család címere

## Élete
A nemesi származású Zala vármegyei tubolyszeghi Tuboly család sarja. Apja, tubolyszeghi Tuboly Lajos (1790–1852), megyei ügyész, ügyvéd, földbirtokos, anyja, sági Sághy Rozália (1799–1850) asszony volt. Bátyja, Tuboly Lipót (1823–1878), ügyvéd, 1848-as honvéd nemzetőr volt.
Tanult Nagykanizsán, Kőszegen, Szombathelyen, Győrött. Később jogi tanulmányait a pesti egyetemen végezte. Azután Szentliszlón, ősi zalai földbirtokán gazdálkodott és a magyar, német és francia irodalmat tanulmányozta. 1861. február 8.-a és 1861. november 11.-e között Zala vármegye másodaljegyzője volt. 1864. november 1.-éjtől 1865. elejéig, a kapornaki járásnak, majd 1865. novemberig a zalaegerszegi járásnak az alszolgabírájaként tevékenykedett. 1869-ben Királyi Pált a letenyei körzet országgyűlési képviselőjének választották; ekkor két jelölt volt, Királyi Pál és Tuboly Viktor. A szavazás Királyi Pál győzelmét hozta 568:285 arányban.
1871.-ben Letenyén ügyvédi irodát nyitott; onnan már 1876.-ban Nagykanizsára költözött és ügyvédkedett. 1884.-ben mint a nagykanizsai ellenzék végrehajtó bizottságának elnöke működött. 1885-ben alakult a Nagykanizsai Magyar Irodalom és Műpártoló Egyesület. Az egyesület Farnek László ügyvédet választotta elnökévé és Tuboly Viktort jegyzőjévé. 1896 áprilisában maga gróf Zichy Nándor, a néppárt és az Alkotmány című lap alapítója jött le népgyűlésre Nagykanizsára. Az ekkor megalakult nagykanizsai néppártnak Oroszváry Gyula ügyvéd lett az elnöke és a rövidesen kilépett Tuboly Viktor ügyvéd az alelnöke.
Valóban érdekes alakja volt a 19. századi Zala vármegyének Tuboly Viktor ügyvéd, a régi jó táblabíró-időknek "egy ittmaradt sarja". Ősrégi zalai nemes családból származott 
és mint ilyen, korán került bele a megyei életbe. Mindene a politika volt, a verselés, a közélet porondja. Néhányszor képviselőválasztásokon is fellépett bal-párti és függetlenségi programmal, de eredménytelenül. Ötletes poéta volt, minden bankett és ünnepély alkalmi költője, aki egész Zalában híres volt arról, hogy pohárköszöntőit mindig versben mondta él. Néhány verseskötete nyomtatásban is megjelent a helyi könyvpiacon. 1902-ben bekövetkezett halálával a nagykanizsai közélet egyik legjellegzetesebb alakját veszítette el.
Költeményeket írt a fővárosi hírlapokba (Budapesti Viszhang, Üstökös, Délibáb, Családi Kör, Napkelet) és a Zala megyei hírlapokba. Egy cikke a Századokban is megjelent 1876-ban, Zala vármegye főispánjairól címmel. Álnevei voltak: Monokli, Korbács, Göcseji Piszkafa.

## Házasságai és leszármazottjai
Első neje az egyik távoli rokona, tubolyszeghi Tuboly Alojzia (1841–1869) volt, tubolyszeghi Tuboly Gáspár, földbirtokosnak és Molnár Évának lánya, aki 6 gyermekkel áldotta meg. Halála után, 1871-ben feleségül vette elhunyt felesége húgát, tubolyszeghi Tuboly Herminát (1846–1872), aki hamarosan elhunyt. Harmadik felesége, a nagykapornaki születésű nemes Czike Mária (1847-1909) volt, aki 6 gyereket hozott világra. Első feleségétől származott Tuboly Aurélia (1862-1943) nevű lánya, aki Schubert Ferenc magyar királyi honvéd alezredes neje lett, valamint nagymádi és várbogyai Bogyay Elekné Tuboly Margit.

## Munkái
- Költészet csirái. Nagy-Kanizsa, 1853.
- A magyar nemzet dalai az országgyűlés alatt 1866. Pest, 1866. (Deák Ferencz nyári tartózkodási helye Puszta-Szent-Lászlón, Oszterhuber József lakása rajzával.)
- Költeményeim. Nagy-Kanizsa, 1889. (A költő fénynyom. arck.)